# Salon de 1699

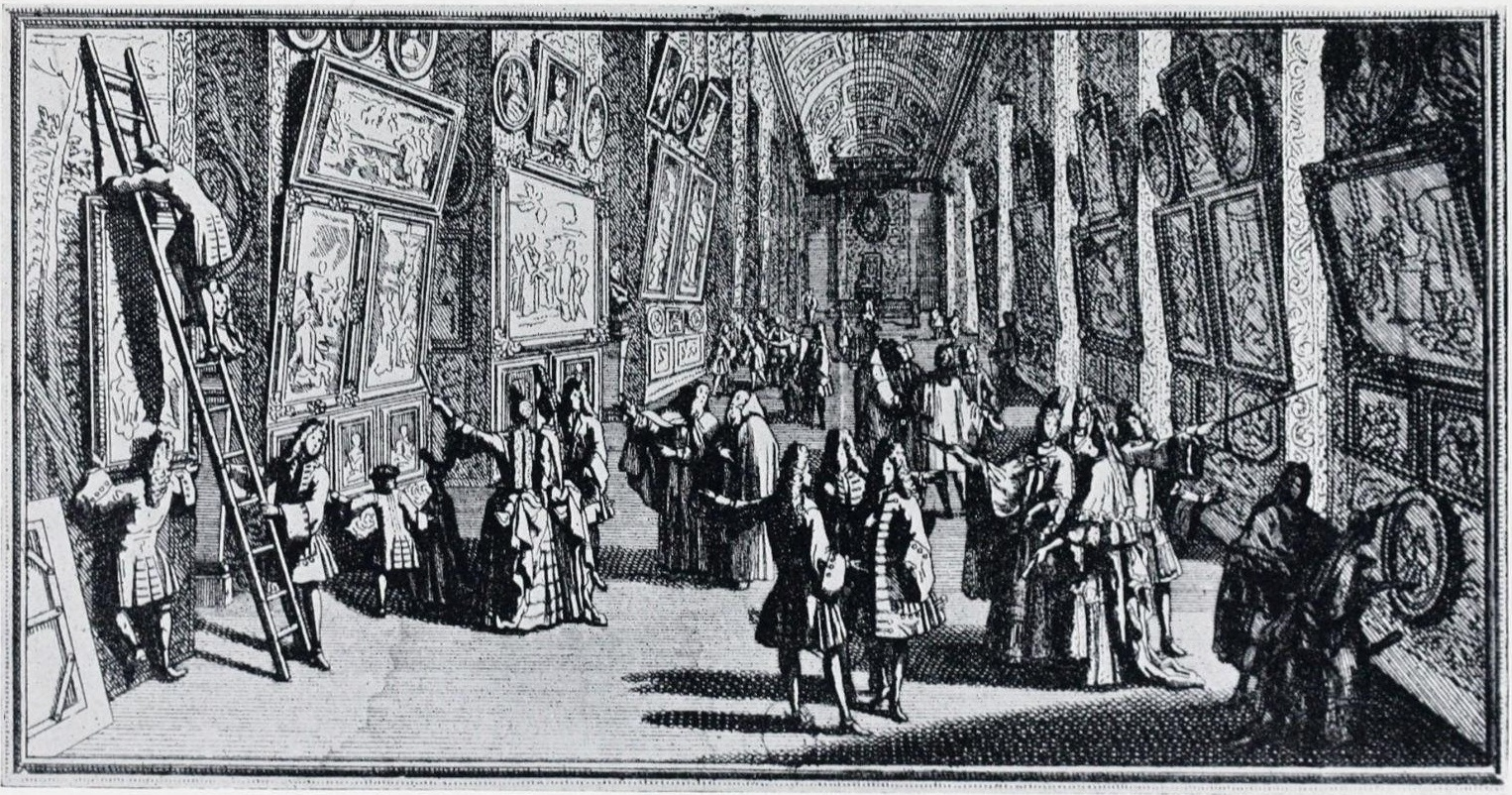
Exposition des ouvrages de peinture et de sculpture dans la grande galerie du Louvre en 1699, Nicolas Langlois (1640-1703).

Le Salon de 1699 désigne l'exposition présentée par l'Académie royale de peinture et de sculpture dans la Grande Galerie du palais du Louvre, à Paris, en septembre 1699.
Un livret est imprimé pour l'occasion, avec la liste de tous les artistes et le titre de leurs œuvres, le permis d'imprimer dudit livret datant du 4 septembre 1699.

## Liste détaillée des œuvres exposées d'après le livret du Salon

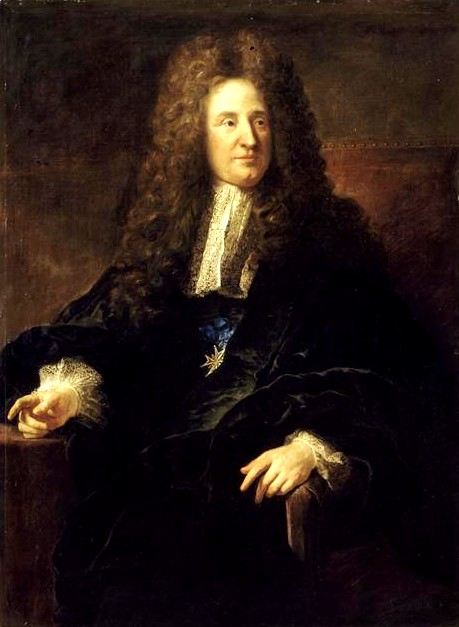
Portrait de Jules Hardouin-Mansart (1645-1708), Premier architecte du Roi, par François de Troy, 1699 château de Versailles. Le tableau avait été placé dans le Salon de 1699 à l'un des bouts de la Grande Galerie du Louvre.

### Estampes
- Entre les trumeaux marqués IX. & VIII. sont apposées cinq estampes gravées par M. Picart.
- Une Résurrection par M. Vignon l'aîné.
- Entre les Trumeaux X. & IX. : six estampes gravées par le sieur Edelinck.
- Entre les Trumeaux X. & XI. du costé de l'eau, sont quatre estampes dont deux gravées par M. Vallet en haut, les deux en bas par M. Masson.
- Entre les Trumeaux XI. & XII. ſont six estampes gravées par M. Vallet.
- Du côté du Carrousel dans la croisée qui est entre les Trumeaux X. & XI. quatre estampes par M. Vallet.
- Dans la croisée qui est entre les Trumeaux X. & IX. sont les Quatre Éléments de l'Albane gravées par M. Baudet.

### Peintures
Trumeaux I. II. & III
- Antoine Benoist, Portraits du premier & du second Ambassadeur de Siam, & du Chancelier desdits Ambassadeurs
- Antoine Benoist, Portraits de l'Ambassadeur, du Chancelier & du Fils du Chancelier de Moscovie
- Antoine Benoist, Chartreux

Trumeau IV
- M. Renaudin, Ænée qui emporte son père Anchise (modèle des Groupes de marbre qu'il a fait pour Versailles)
- M. Renaudin, le Temps qui découvre la Vérité (modèle des Groupes de marbre qu'il a fait pour Versailles)
- M. Vighier, Femme couchée

Trumeau VI
- Noël Coypel, Son Portrait et sa Famille
- Hercule sacrifiant à Jupiter après ses victoires.
- Hercule déifié, ou l’apothéose d'Hercule.
- Hercule reprochant à Junon les maux qu'elle luy a causez par sa jalousie.
- Le Centaure Neſſe & Dejanire.
- Hercule domptant Acheloüs.
- Un Christ consolé par l'Ange au mont des Olives.
- Solon soutenant ses lois contre les objections des Athéniens (petit tableau qui a été réalisé en grand pour le Roy à Versailles)
- Alexandre Severe qui fait distribuer du blé au peuple de Rome, en un temps de disette (petit tableau qui a été réalisé en grand pour le Roy à Versailles)
- Ptolomée Philadelphe qui donne la liberté aux Juifs par reconnaissance de la traduction de la Loi hébraïque par les Septante (petit tableau qui a été réalisé en grand pour le Roy à Versailles)
- Trajan Empereur donnant des Audiences publiques à toutes les Nations qui se trouvaient alors à Rome (petit tableau qui a été réalisé en grand pour le Roy à Versailles)
- Noël Coypel, La Sainte Famille.
- Noël Coypel, Un Christ & une Vierge en regard avec des Cherubins.
- Noël Coypel, Un grand Crucifix dans le milieu avec des Anges. Le tableau qu'il a fait pour Nôtre-Dame en petit.
- Noël Coypel, Agar avec son petit enfant consolée par l'Ange.
- Noël Coypel, Dejanire qui envoye à Hercule par Licas, la chemise empoisonnée par le Centaure Neſſe,
- Noël Coypel, Zephire & Flore.

Trumeau marqué VII
- M. Montagne, Le Portrait de M. Geoffroy, ancien Eschevin.
- M. Montagne, Saint Paul dans la prison avec Silas
- M. Montagne, Une Assomption.
- M. Montagne, Un petit rond qui représente la Vocation de Saint Jean et de Saint Jacques frères.
- M. Montagne, Un Saint Luc
- M. Montagne, Un plafonds qui représente Hercule, à qui Junon donne à téter
- M. Montagne, Deux Portraits.
- M. Vernansal, Une Samaritaine
- M. Vernansal, Une Sainte Famille
- M. Vernansal, Le reniement de S. Pierre

Trumeaux VIII (côté du Carrousel)
- M. Boulogne l'aîné, Un grand Portrait de Madame la Duchesse d'Aumont, avec la fille de Madame la Duchesse d'Humieres
- M. Boulogne l'aîné, Jephté accourant au devant de son Père, après sa victoire
- M. Boulogne l'aîné, Sainte Cécile
- M. Boulogne l'aîné, Une jeune fille qui veut rattraper un oiseau envolé
- M. Boulogne l'aîné, Galathée sur les eaux
- M. Boulogne l'aîné, Un Corps de Garde où des Soldats jouent
- M. Boulogne l'aîné, La Diseuse de bonne aventure
- M. Boulogne l'aîné, Une jeune fille qui cherche les puces à une autre

Trumeau VIII (côté de la Rivière)
- M. Boulogne l'aîné, Le Sacrifice d’Iphigénie (grand tableau).
- M. Boulogne l'aîné, Une Vierge
- M. Boulogne l'aîné, Le Triomphe de Neptune
- M. Boulogne l'aîné, L'éducation de Jupiter par les Coribantes

Trumeau IX
- M. Corneille, Sainte Geneviève
- M. Corneille, Aspasie femme savante, qui dispute chez Pericles avec les plus savants d’Athènes
- M. Corneille, Apollon se couchant dans le sein de Thétis
- M. Corneille, Saint François ravi en extase
- M. Corneille, La Barque de Saint Pierre
- M. Corneille, Venus sur les eaux
- M. Corneille, Un Christ au Jardin des Olives
- M. Corneille, Un tableau où ſont deux femmes dormantes
- Nicolas de Largillierre, Le portrait de M. le Marquis de Liancourt en pied

Trumeau X
- Nicolas de Largillierre, grand tableau de Messieurs de Ville
- M. de Fontenay, deux tableaux de fleurs
- Jean-Baptiste Forest, Deux petits paysages

Trumeau XI

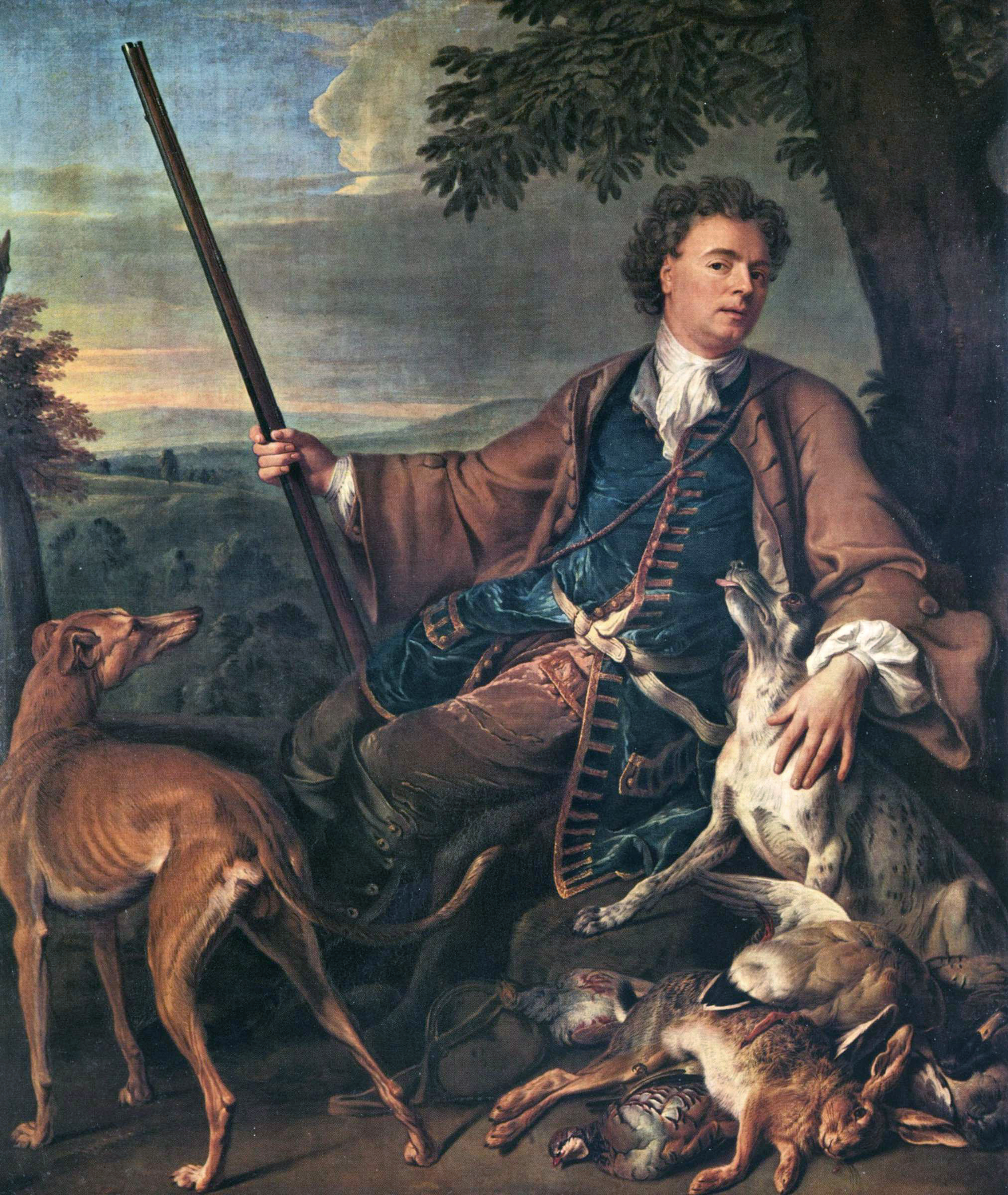
Autoportrait de Desportes, Salon de 1699, musée du Louvre

- Alexandre-François Desportes, Un Tableau de Gibier mort
- Antoine Paillet, Clelie Dame Romaine qui passe le Tibre
- M. Verselin, Un paysage
- Messieurs Huilliot & Bodesson, Tableaux de fleurs & fruits
- Jean Jouvenet, Le Portrait de Monsieur l'Abbé de Lionne

Trumeau XII
- M. Blanchard, Saint Jerôme
- M. Blanchard, Saint Jean
- M. Blanchard, Une Sainte Famille
- M. Blanchard, Une Magdeleine
- M. Blanchard, Une descente de Croix
- M. Blanchard, Saint Jerôme
- M. Blanchard, Deux Saintes Familles
- M. Blanchard, Une petite Magdeleine au milieu

Trumeau XIII
- Antoine Paillet, Esther pasmée devant Assuerus
- Antoine Paillet, Deux sujets de Renaud & Armide
- Antoine Paillet, Une Sainte Famille en cintre (dont le Tableau est exécuté en grand dans Notre-Dame).

Trumeau XIV
- Antoine Paillet, Arthemise combattant sur les Vaisseaux de Xerxes
- Antoine Paillet, Une Nativité de Notre Seigneur
- Antoine Paillet, La Spofalite
- Antoine Paillet, Un Ange couronnant de fleurs les têtes de Sainte Cécile & de Valere son mary
- M. Boulogne le jeune, Marthe & Madeleine aux pieds de Nostre Seigneur
- M. Boulogne le jeune, Un Crucifix

Trumeaux XV
- Jean Jouvenet, Nostre-Seigneur qui chasse les vendeurs du Temple
- Jean Jouvenet, Une Descente de la Croix
- Jean Jouvenet, Venus & Vulcain
- Jean Jouvenet, L'Adoration des trois Rois
- Nicolas de Largillierre, M. Rotier Graveur general des monnoyes de France
- Nicolas de Largillierre, Madame sa femme
- Jean Jouvenet, Le Sacrifice d'Iphigénie
- Jean Jouvenet, Le Mariage de la Vierge
- Jean Jouvenet, La Madeleine aux pieds de Nostre-Seigneur chez le Pharisien
- Jean Jouvenet, Marthe & Madeleine aux pieds de Nostre-Seigneur

Trumeau XVI
- Antoine Coypel, la mort de Jésus Christ crucifié, & les terribles effets que sa mort causa dans la Nature.
- Antoine Coypel, Jephté que l'on va sacrifier
- Nicolas de Largillierre, M. Lambert de Torigny
- Nicolas de Largillierre, Madame Lambert
- Nicolas de Largillierre, M. Lambert leur fils Président des Enquêtes

Trumeau XVII
- Antoine Coypel, Le Jugement de Salomon
- Antoine Coypel, Le fils de Tobie appliquant le fiel du poisson aux yeux de son Père
- Antoine Coypel, Moïse trouvé sur les eaux
- M. de Troy, Les Demoiselles Loison sœurs
- M. de Troy, Mademoiselle Moreau & son frère en un même tableau.

Trumeau XVIII
- Antoine Coypel, Athalie ou Joas enfant reconnu & mis sur le Throne
- Antoine Coypel, L'accusation de Suſanne
- M. de Troy, M. Godin
- M. de Troy, Madame Godin
- M. de Troy, M. le Verrier dans le milieu

Trumeaux XVIII. & XIX
- M. Vignon l'aîné, Portraits de M. Garnier l'Allemand
- M. Vignon l'aîné, Moïse trouvé sur les eaux

Trumeau XIX
- M. Herault, Paysage
- M. de Troy, M. le Président Rose, Secrétaire du Cabinet du Roy
- M. de Troy, Madame la Marquise d'Hauteville au milieu
- M. de Troy, M. le Marquis de Boude
- M. de Troy, M. le Comte de Gaffion à la gauche.
- M. de Troy, Mademoiselle Patoulet dans le milieu.

Trumeau XX
- Charles de La Fosse, Abigail aux pieds de David
- M. de la Fosse, L'adieu d'Hector & d'Andromaque
- M. de la Fosse, Le mariage de la Vierge
- M. de la Fosse, Le mariage d'Adam & Eve dans le Paradis terrestre
- M. de la Fosse, Polipheme qui terrasse d'un rocher Acis son rival
- M. de la Fosse, Loth avec ses filles
- M. de la Fosse, La naissance de Minerve du cerveau de Jupiter en plafonds

Trumeau XX
- M. Hallé, S. Jean qui communie la Vierge
- M. Hallé, Noé sacrifiant au Seigneur après le déluge
- M. Hallé, Vulcain qui surprend Mars & Venus
- M. de Troy, Madame Gabriel
- M. de Troy, Madame Guyot

Trumeau XIX
- M. de Troy, grand tableau représentant Madame la Duchesse d'Elbeuf & les Princesses ses filles
- M. de Troy, Madame le Gendre
- M. de Troy, Madame Crozat
- M. de Troy, Mademoiselle Masson
- M. de Troy, Le Révérend Père Bertin Minime
- M. de Troy, M. Doujat dans un ovale
- M. de Troy, M. Arlaud Peintre en miniature.
- M. de Troy, M. Theobaldo jouant de la Viole
- M. de Troy, Mezetin

Trumeau XVIII
- M. Person, Tobie recouvrant la vue après qu'on eut appliqué à ses yeux le fiel du poisson
- M. Person, L'Ivresse de Loth & ses filles
- M. Person, L'adoration des trois Rois
- M. Person, S. Guillaume Duc d'Aquitaine
- M. Forest, Paysage
- M. Herault, Paysage

Trumeau XVII
- Antoine Coypel, Psiché & l'Amour
- Antoine Coypel, Venus qui donne les armes à Ænée
- Antoine Coypel, La Ceinture de Venus
- Antoine Coypel, Le portrait de M. Coypel en attitude de peindre
- M. de la Mare Richard, Le portrait de M. de la Mare Richard (peint par lui-même)
- M. Friquet de Vauroze, Les filles de Jethro
- M. Friquet de Vauroze, Marthe & Madeleine aux pieds de Nostre-Seigneur

Trumeau XVI
- Nicolas Colombel, La Madeleine aux pieds de Notre-Seigneur chez le Pharisien
- Nicolas Colombel, Psiché & l'Amour
- Nicolas Colombel, Atalante & Hippomène
- Nicolas Colombel, Noli me tangere
- Nicolas Colombel, Retour de chasse de Diane
- Nicolas Colombel, Nostre-Seigneur qui chasse les vendeurs du Temple
- Nicolas Colombel, Nostre-Seigneur guérissant les Aveugles

Trumeau XV
Trumeau XIV
- M. Boulogne le jeune, Joseph vendu aux Ismaelites
- M. Boulogne le jeune, Le portrait de M. Langlois
- M. Boulogne le jeune, Le portrait de M. Gabriel, Tresorier des bastimens
- M. Boulogne le jeune, Galathée sur les eaux
- M. Boulogne le jeune, Le Rapt de Proserpine
- M. Boulogne le jeune, Zephire & Flore
- M. Boulogne le jeune, Psiché & l'Amour
- M. Boulogne le jeune, La Terre avec les Divinités terrestres
- M. Boulogne le jeune, Junon qui commande à Æole de lâcher les vents pour disperser la flotte d'aînée
- M. Boulogne le jeune, Le Jugement de Paris
- M. Boulogne le jeune, L'adoration du veau d'or
- M. Boulogne le jeune, Le Jugement de Salomon

Trumeau XIII (seize tableaux de M. Parrossel)
- M. Parrossel, Paysages
- M. Parrossel, Sieges de ville
- M. Parrossel, Marches
- M. Parrossel, Corps-de-garde où des soldats jouent
- M. Parrossel, Un Christ, une Vierge

Trumeau XII
- M. Friquet de Vauroze, Une grande Samaritaine
- Deux portraits de MM. Lallemand & Verfelin
- M. Guillebault, Le rapt des Sabines
- M. Guillebault, L'adoration du veau d'or
- M. Guillebault, Rebecca qui reçoit les presents de la part d'Abraham

Trumeau XI
- Nicolas de Largillierre, Portrait de M. de Monbron Gouverneur de Cambray

- Alexandre-François Desportes, Portrait de M. Desportes peint par luy-mesme avec du gibier mort à ses pieds.
- M. de Fontenay, grand Tableau de fleurs, fruits et vases avec un More.
- Trois Tableaux de fleurs & fruits, par le mesme M. de Fontenay.
- Deux petits Passages où ſont quelques animaux terrestres & aquatiques, par M. Desportes.

Trumeau X
- Nicolas de Largillierre, Saint Pierre, par M. de Largilliere
- Nicolas de Largillierre, M. Aubry Maistre des Comptes
- Nicolas de Largillierre, Mademoiselle Iſolis
- Nicolas de Largillierre, M. de la Toüane Tresorier de l'Extraordinaire des Guerres [qui possédait une maison près du château de Saint-Maur]
- Nicolas de Largillierre, M. de la Roüe
- Alexandre Ubelesqui, Une Vieille qui porte un billet à une jeune fille qui joue de la viole
- Alexandre Ubelesqui, La naissance de Venus
- Alexandre Ubelesqui, La naissance de Bacchus
- Alexandre Ubelesqui, Bacchus & Ariane

Trumeau IX
- Cinq portraits de Mademoiselle Chéron dans le rang d'en haut.
- Quatre Paysages de M. Armand.
- M. Beville, Paysage
- M. l'Allemand, Trois enfants sur des nuées
- Alexandre Ubelesqui, Une femme qui joue du tambour de basque
- M. Huilliot, Trois Tableaux de fleurs

Trumeau VIII
- spécifié en parlant des Tableaux de M. Boulogne l'aîné.

Trumeau VII
- M. Boüis, Monseigneur la Forge Général des Mathurins
- M. Boüis, M. Despreaux Boileau célèbre Poète
- M. Boüis, M. Du Pourroy Conseiller au Parlement de Grenoble
- M. Boüis, M. Ferme l'Huis
- M. Boüis, M. Bernard
- M. Boüis, Madame Penon & sa fille en un même Tableau
- M. Boüis, Dom Tissu Chartreux
- M. Boüis, M. La Barre ordinaire de l’Académie de Musique
- M. Boüis, M. de Troy le fils

Trumeau VI
- spécifié en l'article des Tableaux de Coypel le père

Au bout et sur la cloison qui ferme l'étendue de la dite Galerie est le portrait de Mansart surintendant et ordonnateur général des bâtiments du roi, peint par François de Troy.
Le tout décoré par les ſoins de Hérault.

### Sculptures
Trumeau II
- Antoine Coysevox, Portrait du Roy, de bronze sur scabellon de marbre blanc
- Antoine Coysevox, Portrait de la feüe Reine, de marbre blanc sur scabellon de marbre blanc
- Antoine Coysevox, Portrait de Monseigneur  de marbre blanc sur scabellon de marbre blanc

Trumeau III
- Antoine Coysevox, Buste d'une femme, de marbre blanc

Trumeau IV
- M. Hurtrel, Saturne dévorant ses Enfants, marbre blanc
- M. Flamen, deux petits Bustes de marbre blanc
- M. Renaudin, groupe de marbre représentant un Jésus Enfant avec Saint Jean Baptiste.

Trumeau V
- François Girardon, Buste d'Alexandre
- François Girardon, Vase de bronze de deux pieds de haut : le Triomphe de Venus, sur scabellon de marbre blanc (a servi de modèle aux grands Vases qui sont dans le parc de Versailles, faits par M. Girardon).
- François Girardon, Vase de bronze de deux pieds de haut : Galathée, sur scabellon de marbre blanc (a servi de modèle aux grands Vases qui sont dans le parc de Versailles, faits par M. Girardon).
- François Girardon, Buste de Monseigneur de Louvois, Ministre d’État
- François Girardon, grande Médaille de marbre blanc de Monsieur de Villacerf sur son scabellon de marbre blanc
- François Flamand, groupe de bronze représentant un Christ, Moïse et Saint Jean Baptiste
- François Girardon, Saint Jean, bronze
- Michel Ange, Moïse, bronze
- Statue équestre du Roy, faite de bronze, de trois pieds deux pouces de haut. Elle est montée sur un piédestal soutenu de quatre Thermes, avec plusieurs Trophées (au milieu de la Galerie).
- François Girardon, groupe de bronze du Ravissement de Proserpine

Trumeau XXI
- M. Raon, Apollon, sur son scabellon
- M. Raon, La Vigilance, sur son scabellon
- M. Renaudin, groupe d'Adam & Eve

### Tapisseries
- Tapisseries des Actes des Apôtres, faites sur les dessins de Raphaël
- Vers le fonds de la galerie, se voit des deux costés l'histoire de Scipion, faite en tapisserie d'après Jules Romain